# Thomas Wilfred
Thomas Wilfred (født Richard Edgar Løvstrøm 18. juni 1889 i Næstved, død 10. juni 1968 i Nyack, New York) var en dansk-amerikansk musiker kendt for sin visuelle musik, som han kaldte Lumia. Han designede også et slags "lys-keyboard" kaldet Clavilux. 
Wilfreds visuelle lys-musik blev aldrig rigtig forstået i hans hjemland i hans egen samtid, men i udlandet blev han kendt for sin eksperimentelle lyskunst. Det var meningen, at det skulle være en stille kunstart. Begrebet "Clavilux" betyder oversat fra latin "lys spillet med toner".
Wilfreds far drev et fotografistudie, og Wilfred udstillede i en ung alder. Han studerede kunst og digtning i Paris og fik tidligt berømmelse ved at spille "lutkoncerter" rundt omkring i Europa og USA. 
Omkring 1905 begyndte Wilfred at eksperimentere med lys og stykker af farvet glas.